# 和智元盛
和智 元盛（わち もともり）は、戦国時代から江戸時代初期にかけての武将。毛利氏家臣で萩藩（長州藩）士。父は備後国三谿郡吉舎の南天山城を本拠とした国人・和智氏の第10代当主である和智元郷。兄に和智広世、弟に和智元常、和智元辰がいる。子は和智元通。

## 生涯
備後国三谿郡吉舎の南天山城を本拠とした国人・和智氏の第10代当主で毛利氏に従った和智元郷の次男として生まれる。
文禄・慶長の役に従軍して朝鮮半島に渡海した兄の広世が戦死し、広世には娘が2人いたが男子はいなかったため、広世に代わって元盛が嫡男となり、広世の正室と婚姻した。
文禄2年（1593年）11月、醍醐寺三宝院の末寺で備後国三谿郡清綱村に所在した修験道当山派の寺院である修応山常和寺の円光坊に対して「もりふ」の免許状を発給する。
慶長2年（1597年）から始まる慶長の役に元盛も従軍して朝鮮半島に渡り、同年12月22日から慶長3年（1598年）1月4日にかけて行われた第一次蔚山城の戦いにおいて武功を挙げた。これにより、第一次蔚山城の戦いで功のあった毛利氏家臣を賞した慶長3年（1598年）1月25日付の豊臣秀吉の朱印状に元盛の名（和智勝兵衛）も記されている。
慶長3年（1598年）から慶長5年（1600年）頃の毛利氏家臣の知行を記した「広島御時代分限帳」において、元盛の知行は4606石と記されている。
慶長5年（1600年）の関ヶ原の戦いの際に元盛は、冷泉元珍、杉原勝右衛門、石蟹孫兵衛、赤木忠房、赤木元重らの備後・備中勢と共に宍戸元続の軍に属して同年8月24日の安濃津城の戦いに参加しており、元盛の部隊は首級1つを挙げている。
関ヶ原の戦い後、毛利氏が防長2ヶ国へ転封となったため、和智氏も備後国を離れて周防国吉敷郡西岐波の領主となった。
慶長10年（1605年）12月14日、同年の五郎太石事件の後に毛利氏家臣団や寺社の総勢820名が連署して毛利氏への忠誠や様々な取り決めを記した起請文において、元盛は福原広俊、毛利元政（天野元政）、益田元祥、毛利元鎮、日野景幸に続く6番目に「和智勝兵衛尉」と署名している。
没年は不明。嫡男の和智元通が後を継いだ。

## 系譜
- 父：和智元郷（?-?）
- 母：内藤興盛の娘（?-?）
- 正室：宮景盛の娘（?-?） - 兄の和智広世が文禄・慶長の役で戦死したため、元盛に再嫁[1]。
  - 長男：和智元通（?-1637）
  - 長女：平川某室（?-?）